# Gonzalo Jover
Gonzalo Jover Hernández (Valladolid, 1858-Barcelona, c. 1922) fue un escritor español.

## Biografía
Nacido en 1858 en Valladolid, estrenó obras de teatro como Los niños del hospicio (melodrama, con Salvio Valentí, 1907), Abierta toda la noche (sainete, con Enrique Arroyo, 1912), Alicia (opereta, con Joaquín Cánovas, 1915) y De Sevilla á los corrales ó El Debut de Cirineo (con Arroyo, 1917).
En colaboración con Emilio G. del Castillo fue autor de Fenisa la comedianta (zarzuela,  1908), Holmes y Raffles (1908), Las bandoleras (zarzuela, 1908), La garra de Holmes (1908), Los segadores (zarzuela, 1909), Sol y alegría (zarzuela, 1909), El amigo Nicolás (1910), El Príncipe Sin-miedo (opereta, 1911), Sangre y arena (zarzuela, 1911) y La maja de los claveles (sainete, 1912).
Fallecido en Barcelona, según la Enciclopedia universal ilustrada europeo-americana en 1922, en la segunda semana de enero de 1923 se daba parte de su muerte en la prensa.